# Toni Deutsch
Toni Deutsch (* 25. Mai 1987) ist ein deutscher Schauspieler.
In der Jugendserie Schloss Einstein stand Toni Deutsch das erste Mal vor der Kamera. Neben großen und kleinen Rollen im Fernsehen ist er bekannt für seine Rolle im Drama Die Brücke. Heute spielt er nicht nur für Theater und Film, sondern ist auch als Leadsänger der Band „Luxuria“ aktiv.
Seit 2016 ist er am Mecklenburgischen Staatstheater fest engagiert als Inspizient und Regieassistent.

## Künstlerisches Schaffen
Toni Deutsch spielte schon von klein auf in Theatergruppen der Schule und in öffentlichen Einrichtungen. Er konnte besonders bei den „Satyrn & Mänaden“ Bühnenerfahrung sammeln.
1998 ging die bekannte Jugendserie Schloss Einstein auf Sendung, in der Toni Deutsch erstmals vor der Kamera stand. In den folgenden Jahren spielte er in verschiedenen deutschen TV-Serien kleine und große Rollen. 2008 war er mit der Rolle des „Karl Bärmann“ im Pro7-Drama Die Brücke zu erleben.
Danach zog er sich aus dem Filmgeschäft einige Zeit zurück, um sich dem Studium und der Weiterbildung seiner schauspielerischen Fähigkeiten zu widmen.
Seit 2010 ist er wieder vor der Kamera tätig. Hinzu kommt die Arbeit mit der Band „Luxuria“, in der Toni Deutsch als Leadsänger tätig ist. Weiterhin spielt er verschiedene Flöten und Dudelsäcke und schreibt Texte für „Luxuria“.

## Filmografie (Auswahl)
- 1998, 2006: Schloss Einstein
- 2002: Comedy Kids
- 2004: Meine schönsten Jahre
- 2005: Sabine
- 2008: Die Brücke
- 2010: Streetmaster (Kino)
- 2011: Jümmer Justizgeschichten